# Winthemia cecropia
Winthemia cecropia là một loài ruồi trong họ Tachinidae.